# Страх (рассказ)
«Страх» — рассказ Антона Павловича Чехова. Написан в 1892 году, опубликован в том же году в газете «Новое время» № 6045 от 25 декабря с подписью Антон Чехов.

## Публикации
Рассказ А. П. Чехова «Страх» (Рассказ моего приятеля) написан в 1892 году. Впервые опубликован в 1892 году в газете «Новое время» № 6045 от 25 декабря с подписью Антон Чехов, включался в собрание сочинений писателя, издаваемое А. Ф. Марксом. В 1897 году напечатан в сборнике «Палата № 6».
При жизни Чехова рассказ переводился на норвежский, венгерский, немецкий, сербскохорватский, словацкий и французский языки.

## Критика
Писатель Горбунов-Посадов писал о рассказе как производящем «впечатление весьма неопределенное и ничего не говорящее».
Издатель Н. А. Лейкин отмечал в дневнике: «В рассказе Чехова в „Новом времени“ виден хороший мастер. Рассказ называется „Страх“, но название это, по-моему, совсем тут ни при чём. Хорошо, впрочем, выведен несколькими удачными штрихами тон пропойцы по деревенскому прозванью „Сорок мучеников“».
Публицист М. О. Меньшиков писал, что в рассказе «Страх» и в других своих вещах, писатель, как «талантливый художник выводит на подбор слабых и дряблых русских людей, новейших Обломовых, решительно не умеющих жить, не умеющих устраивать ни своего, ни чужого счастья при самых прекрасных внешних обстоятельствах».
Писатель Р. И. Сементковский заметил, что в персонажах рассказа «Страх», «заключается глубокая жизненная правда, а правда эта состоит в том, что склонность философствовать, увлекаться общими идеями в русском интеллигентном человеке решительно преобладает над уменьем найтись в окружающей нас действительности и служить ей умело для осуществления воодушевляющих нас в университете общих идеалов».
П. И. Краснов сравнивал Чехова с Мопассаном. Он отдавал предпочтение Чехову, так как тот «видит людей, а не животных», и в качестве одного примера приводит рассказ «Страх». Там «героиня падает так мотивированно, так неизбежно, что она не вызывает никакого нравственного негодования в читателе».
Критик Волжский считал рассказ характерным для творчества писателя. Он писал: «Этот мир обыденной жизни, мир житейской бессмыслицы, нескладицы и бестолковщины для героя представляется не менее страшным, чем „мир привидений и загробных теней“».

## Персонажи
- Анонимный рассказчик, частенько гостит у Силина по нескольку дней.
- Димитрий Петрович Силин: молодой друг рассказчика.
- Мария Сергеевна: жена Силина, в которую рассказчик влюбляется в конце рассказа.
- «Сорок мучеников»: прозвище Гаврилы Северова, пьяницы, бывшего слуги рассказчика, затем Силиных.

## Сюжет
После учебы в университете Санкт-Петербурга Дмитрий Петрович Силин работал чиновником в столице. Однако в тридцать лет он ушёл в отставку, чтобы заняться сельским хозяйством. Несмотря на сомнения, высказанные рассказчиком, в этой работе он преуспел. У него, видимо, есть все, чтобы быть счастливым: Мария Сергеевна, женщина, которую он любит, двое детей, хозяйство, которое преуспевает, и друг (рассказчик), который часто его посещает. Последнее, однако, неудобно, потому что Мария, жена Дмитрия, радует рассказчика.
Однажды Силин признался рассказчику, что его супружеское счастье только фасад: он любит, но ответной любви нет. До свадьбы он «любил Машу безумно и ухаживал за нею два года». «Он делал ей предложение пять раз, и она все отказывала, потому что была к нему равнодушна. В шестой раз, когда он ползал перед ней на коленях и просил руки, как милостыни, она согласилась». Но теперь она ему не нравится. Единственное, что она обещает делать, это быть верной мужу.
В тот же вечер, оказавшись наедине с Марией, рассказчик почувствовал, что полюбил жену своего лучшего друга. Он проводит с ней ночь в своей комнате. В три часа ночи, когда Мария возвращалась в свою комнату, появился её муж, сказавший, что он забыл тут свою фуражку. Силин посмотрел на смущенное лицо рассказчика и сказал сиплым голосом: «Мне, вероятно, на роду написано ничего не понимать. Если вы понимаете что-нибудь, то… поздравляю вас. У меня темно в глазах».
После этого рассказчик уехал, размышляя почему событие произошло именно так, а не иначе. С Дмитрием Петровичем и его женой он больше никогда не виделся.

## Экранизация
В 2004 году по мотивам рассказа был снят фильм режиссёра Германа Дюкарева «Страх»